# Chileense presidentsverkiezingen 1901
De Chileense presidentsverkiezingen van 1901 vonden op 25 juni van dat jaar plaats. De verkiezingen werden gewonnen door de kandidaat van de Alianza Liberal.
| Kandidaat | Kandidaat | Kandidaat               | Partij | Partij             | Stemmen | Percentage |
| --------- | --------- | ----------------------- | ------ | ------------------ | ------- | ---------- |
|           |           | Germán Riesco Errázuriz |        | Alianza Liberal/PL | 184     | 68,91%     |
|           |           | Pedro Montt Montt       |        | Coalición/PN       | 83      | 31,09%     |
| Totaal    | Totaal    | Totaal                  |        |                    | 267     | 100%       |

| Alianza Liberal   |
| Partido Liberal   |
| Partido Radical   |
| Partido Demócrata |

| Coalición           |
| Partido Conservador |
| Partido Nacional    |

## Bron
- (es)  Elección Presidencial 1901